# François-Édouard Picot

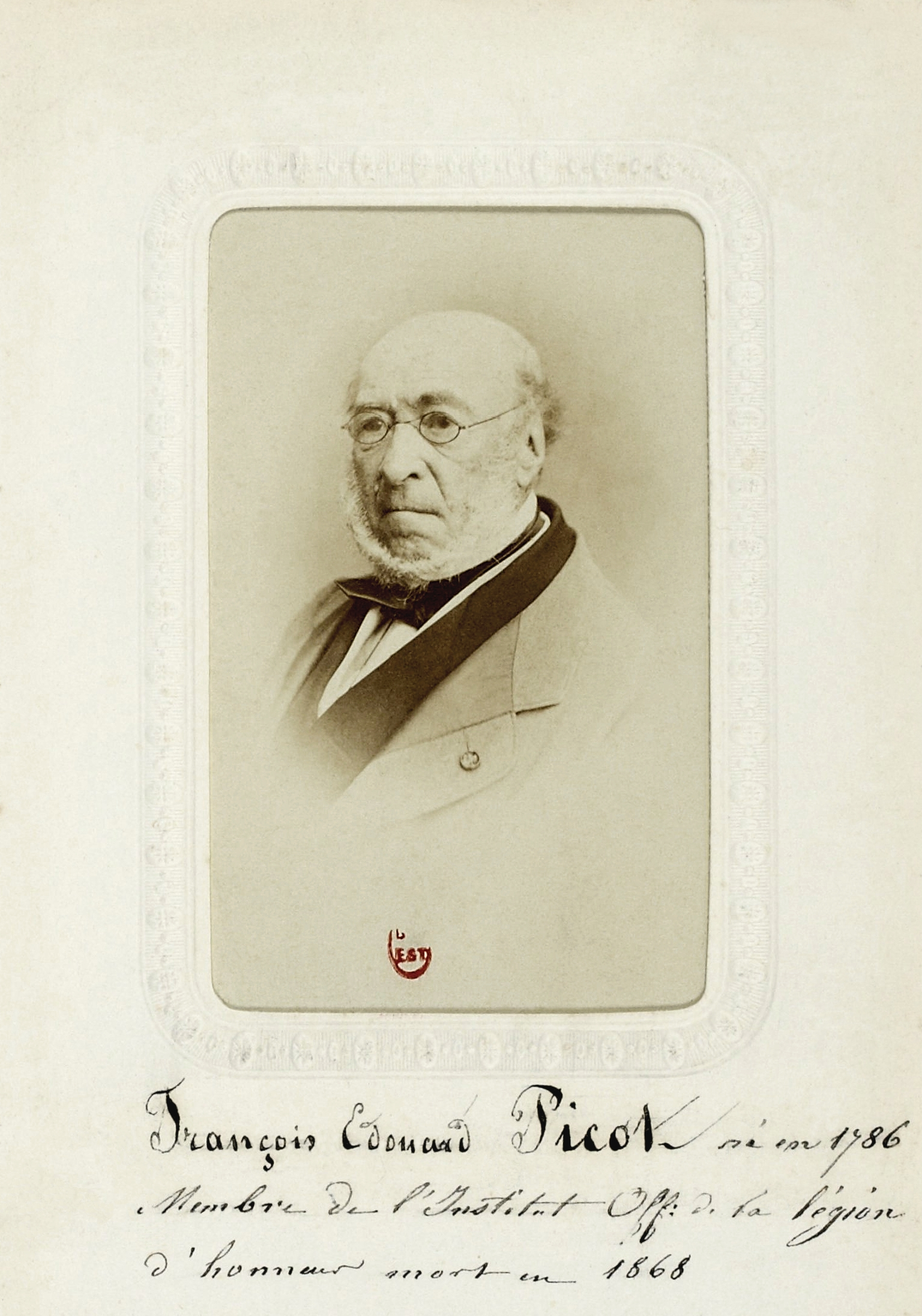
François-Édouard Picot omkring 1865.

François-Édouard Picot, född den 17 oktober 1786 i Paris, död där den 15 mars 1868, var en fransk målare.
Picot studerade i Paris för Vincent och därefter i Rom och sökte förena klassisk formrenhet med den romantiska skolans känsla och måleriska åskådning. Sitt rykte grundlade han 1819 genom Amor och Psyche och stadfäste det 1822 genom Orestes vilande i sin syster Elektras sköte. 
Han målade även religiösa bilder, Marias bebådelse (1827), Madonnan med apostlar och helgon (i Notre-Dame-de-Lorette), Kristus med profeter, efter bysantinskt mönster (i Saint-Vincent-de-Paul) med flera. Dessutom utförde han takmålningar i Hôtel de Ville och i Louvren. Picot var även en god porträttmålare.